# Jessica Yeaton
Jessica Yeaton, född 21 november 1991 i Perth, Western Australia, Australien, är en kvinnlig längdskidåkare från Australien som tävlar på internationell nivå. Hon har genom sin karriär varit bland de 30 främsta i ett lopp som ingår i världscupen 3 gånger. Alla tre gångerna var i Pyeongchang i Sydkorea i februari 2017. Hon tog 30:e platsen i sprintkvalet i klassisk stil och tog sig som sista åkare vidare till utslagsomgångarna. Även där slutade hon på 30:e plats. 15 kilometer skiathlon dagen efter tog hon plats 24 i mål och tog världscuppoäng för andra gången. Hon var även på 14:e platsen under teamsprinten i Sydkorea. Hon har deltagit på två VM, i Falun 2015 och i Lahtis 2017. Hennes bästa individuella placering var 33:e platsen på skiathlonloppet över 15 km i lahtis.
Hon växte upp på flera olika platser runtom i världen, som Perth i Western Australia, Texas och Dubai innan hon i 12-årsåldern bosatte sig i Alaska, blev fascinerad av vinterns aktiviteter och började åka längdskidor.

### Fotnoter
1. ↑  ”Jessica Yeaton” (på engelska). FIS. https://data.fis-ski.com/dynamic/athlete-biography.html?sector=CC&competitorid=195128&type=result. Läst 14 mars 2017.
2. ↑  ”Five things you didn't know about Jessica Yeaton” (på engelska). Australiens olympiska kommitté. 27 januari 2017. Arkiverad från originalet den 15 mars 2017. https://web.archive.org/web/20170315002045/http://corporate.olympics.com.au/news/five-things-you-didn-t-know-about-jessica-yeaton. Läst 14 mars 2017.